# Ближня
Ближня (рос. бал. Ближняя) — маловодна річка в Україні у Кіровському районі та на території міської ради Феодосії Автономної Республіки Крим, на Кримському півострові, (басейн Чорного моря).

## Опис
Довжина річки (балки) приблизно 10,48 км, найкоротша відстань між витоком і гирлом — 9,94  км, коефіцієнт звивистості річки — 1,05 . Формується декількома притоками (струмками) та загатами.

## Розташування
Бере початок на північно-східній стороні від села Видне (крим. Vidnoye) та на південному сході від гори Орта-Егет хребта Біюк-Егет. Тече переважно на південний схід понад селом Степове, через озеро Аджігал і на південно-західній частині села Берегове впадає у Чорне море.

## Цікаві факти
- Біля села Степове річку перетинає автошлях М17 (автомобільний шлях міжнародного значення на території України, Херсон — Джанкой — Феодосія — Керч — державний кордон із Росією)[2].
- На річці існують стави: Ленінградський, Тамбовський та Петрівські штани[3].